# Kritische waarde in de natuurkunde
Een kritische waarde of een grenswaarde is in de natuurkunde de waarde van een grootheid waarbij een kritische overgang plaatsvindt of een limietwaarde overschreden wordt.
Voorbeelden van kritische waarden zijn:
- de kritische temperatuur is de temperatuur waarboven een stof alleen nog in de gasfase voorkomt;
- de kritische massa is de minimale massa waarbij in een splijtstof een kettingreactie in stand gehouden kan worden;
- de kritische micelconcentratie is de concentratie opgeloste oppervlakte-actieve stof waarbij zich in een oplossing micellen beginnen te vormen;
- de kritische relatieve vochtigheid is de relatieve luchtvochtigheid waarbij een zout vocht begint te absorberen;
- de kritische stroming is een stroomsnelheid in een vloeistof waarbij het getal van Froude gelijk is aan 1;
- de grenshoek is in de optica de brekingshoek θg waarbij op het grensvlak tussen twee media de overgang van breking naar totale reflectie plaatsvindt;
- de kritische hellingshoek van een helling waarbij de remweg van een voertuig op een helling oneindig lang wordt.

De kritische waarde van een grootheid hangt vaak samen met een bepaalde limiet in een wiskundig model.